# Eugeniu Botnari

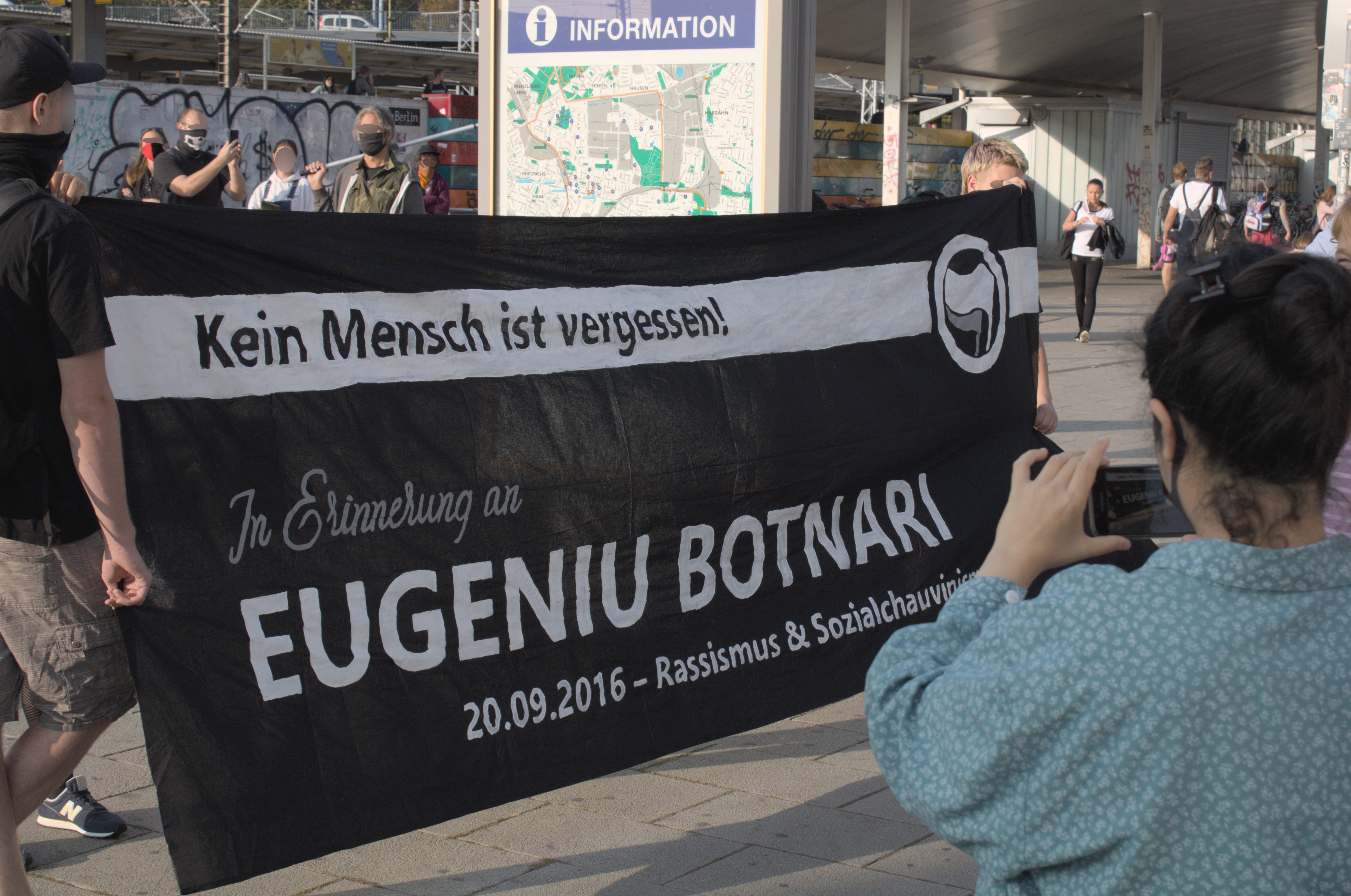
Berliner Gedenkkundgebung am 17. September 2020, vier Jahre nach dem tödlichen Angriff

Eugeniu Botnari (* 1982; † 20. September 2016 in Berlin) war ein moldauischer Migrant, der 2015 nach Berlin kam, um als Hilfsarbeiter auf dem Bau zu arbeiten. Aufgrund persönlicher Probleme verlor er seine Arbeitsstelle und lebte daraufhin auf der Straße. Er wurde vom Filialleiter eines Supermarktes nach einem mutmaßlichen Ladendiebstahl so schwer verprügelt, dass er in der Folge daran verstarb. Die Tat wird als rassistisch motiviert und als gegen sozial-ökonomisch schwache Menschen gerichtet bewertet, aber nicht als rechtsmotivierte Tat geführt. Die Entscheidung im Jahr 2023, einen Platz in Berlin-Lichtenberg nach ihm zu benennen, wurde kontrovers diskutiert.

## Tathergang

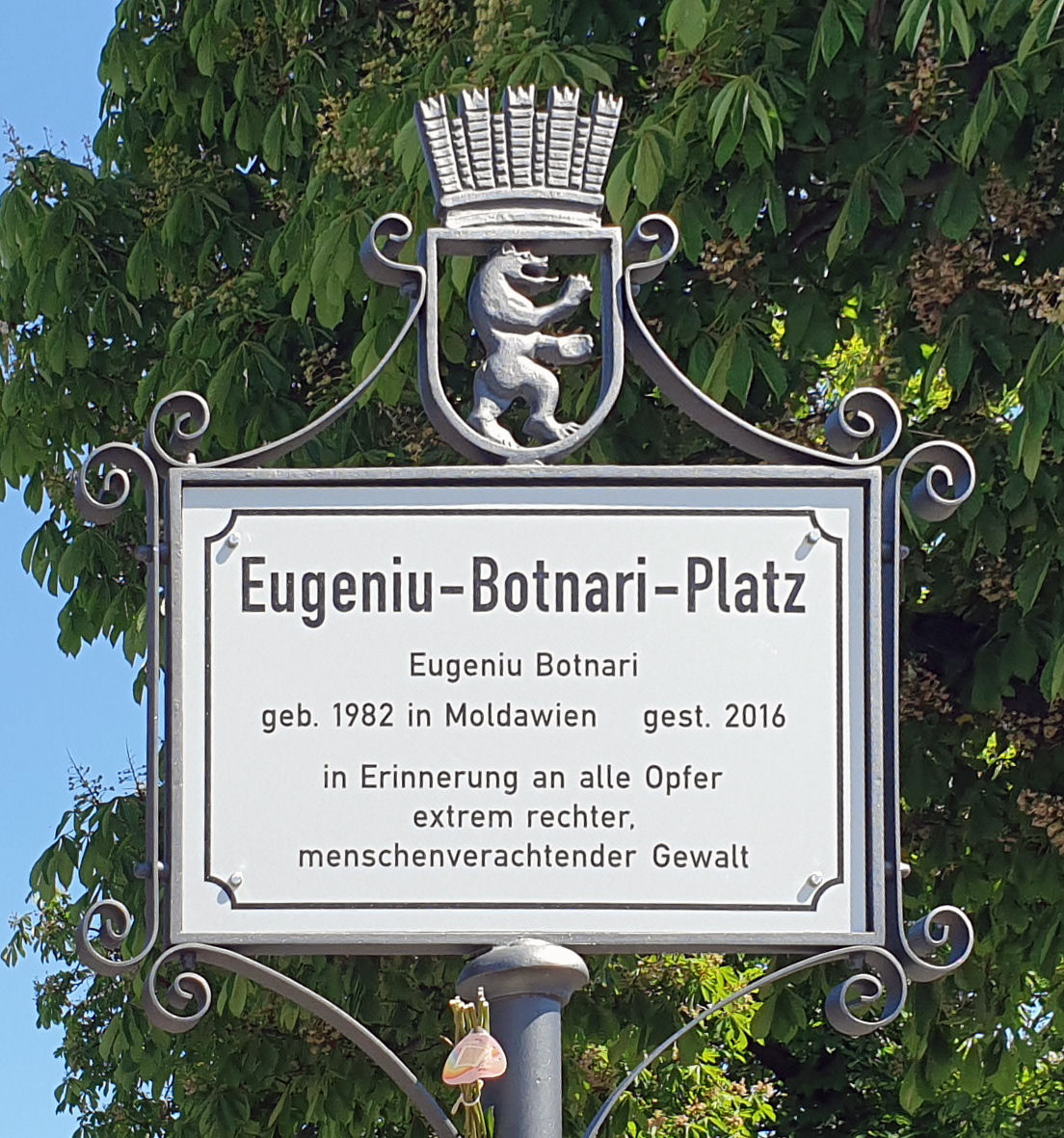
Gedenktafel am Eugeniu-Botnari-Platz in Berlin-Rummelsburg

Als Botnari sich am 17. September 2016 trotz zuvor ausgesprochenen Hausverbots erneut in der Edeka-Niederlassung nahe des Bahnhof Berlin-Lichtenberg aufhielt, wurde er vom dortigen Filialleiter André S. und einem weiteren Mitarbeiter zum Lieferanteneingang des Supermarktes gebracht und dort mithilfe eines schlagverstärkenden Quarzsandhandschuhs lebensgefährlich verletzt. Es war nicht das erste Mal, dass Eugeniu Botnari hier nach einem Ladendiebstahl körperlich misshandelt wurde. Vor Gericht gab André S. später an, er hätte Botnari auch dieses Mal des Ladendiebstahls überführt. Ein Mitarbeiter wischte das Blut vom Boden ohne Anweisung mit der Wischmaschine auf.
Am Nachmittag desselben Tages besuchte Eugeniu Botnari, gezeichnet von schweren Verletzungen, Familienangehörige in Berlin. Er beschrieb den Vorfall und erzählte, er sei zusammengeschlagen worden. Seine Verwandtschaft riet ihm dringend dazu, wegen seiner Verletzungen in ärztliche Behandlung zu gehen und wollte einen Notarzt alarmieren, was er aufgrund einer fehlenden Krankenversicherung ausschlug. Am 19. September 2016 sprach er in einer Arztpraxis vor, die ihn sofort an die Rettungsstelle des unmittelbar benachbarten Sana-Klinikums Lichtenberg verwies. Auf dem Weg dorthin musste er auf einer Parkbank eine Pause machen. Hier wurde er angesprochen und aufgrund seines Zustandes umgehend in die Rettungsstelle gebracht. Diese überwies ihn an das  Unfallkrankenhaus Marzahn wegen seines lebensbedrohlichen Zustandes. Hier verstarb er am Morgen des 20. September an den Folgen der Verletzung, einem Schädel-Hirn-Trauma.

## Ermittlungen
Ende Januar 2017 wurden Ermittlungen gegen den Filialleiter André S. aufgenommen und ein Gerichtsverfahren eröffnet. Dieser hatte das Geschehen mit seinem Handy von der Überwachungskamera abgefilmt und mit rassistischen Hassbotschaften versehen an Mitarbeiter und Bekannte verschickt. Dieses Vorgehen wurde so vom Filialleiter und einigen Mitarbeitern in mehreren seiner Filialen gegen Menschen angewandt, die als ausländisch und obdachlos wahrgenommen wurden, wie aus dem Gerichtsprozess hervorging. Im Nachgang wurden diese häufig untereinander geteilt und damit geprahlt. André S. wurde wegen Körperverletzung mit Todesfolge angeklagt und vom Landgericht Berlin am 27. März 2017 zu einer Freiheitsstrafe von drei Jahren und drei Monaten verurteilt. In der mündlichen Urteilsbegründung verwies der vorsitzende Richter auf die Menschenverachtung, den Rassismus und Zynismus, die der Angeklagte bei der Tatausübung gezeigt habe. Botnaris Frau trat im Prozess als Nebenklägerin auf. Der Fall wird in der offiziellen PMK-Statistik nicht als rechtsmotivierte Tat geführt, aber sowohl Die Zeit und der Tagesspiegel als auch die Amadeu Antonio Stiftung zählen Botnari als Todesopfer rechter Gewalt.
In einem anschließenden Gerichtsverfahren 2019 wurden drei weitere Supermarkt-Mitarbeiter aus den Filialen Lichtenberg und Südkreuz zu 12 bis 22 Monaten Haft auf Bewährung verurteilt. Diese hatten Übergriffe auf Opfer aus dem „Trinker- und Obdachlosenmilieu“ gestanden.

## Gedenken in Berlin

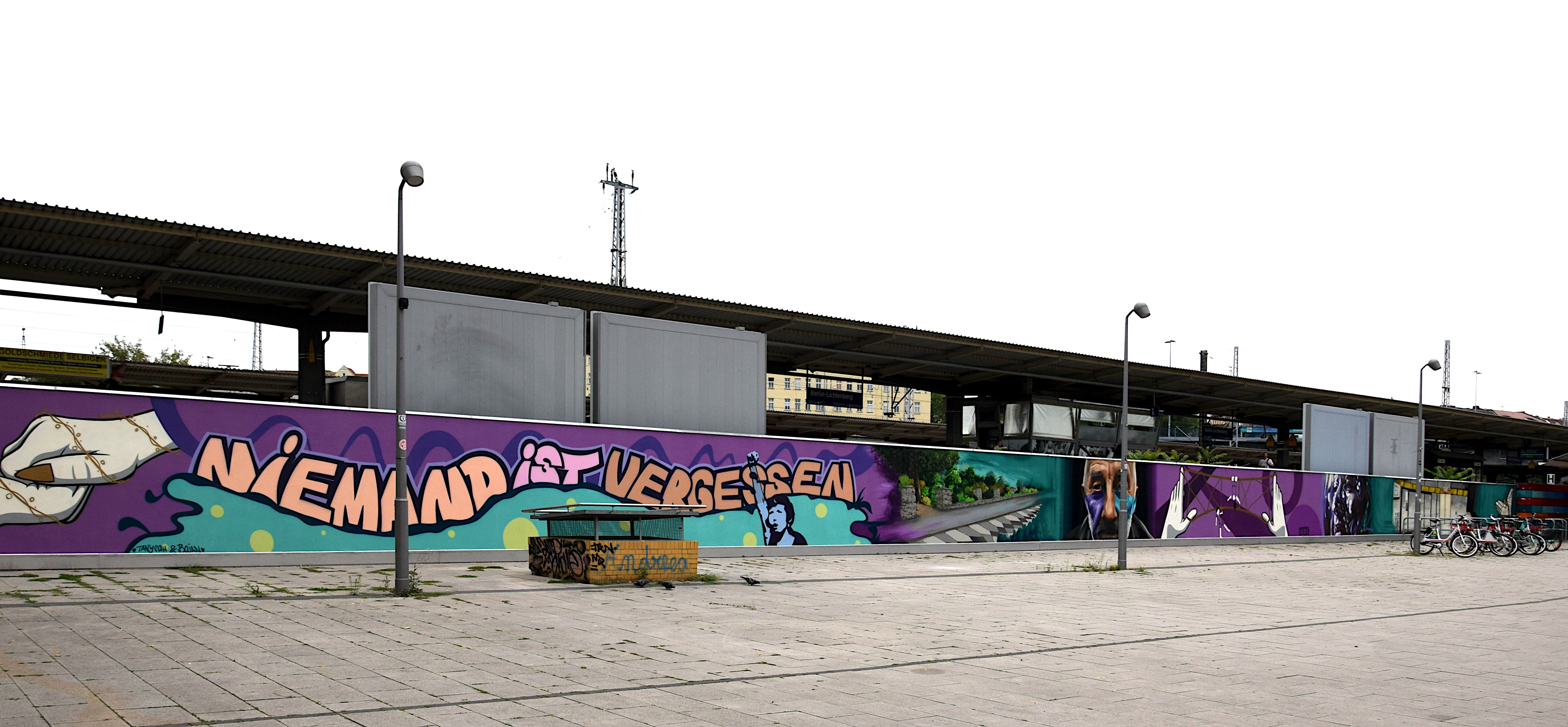
Wandgemälde am Eugeniu-Botnari-Platz

Seitdem der Tod von Eugeniu Botnari öffentlich wurde, kam es jährlich um den Todestag zu Gedenkaktionen am Bahnhof Berlin-Lichtenberg in Form von Kundgebungen und Demonstrationen. Aus diesen heraus ergab sich die Forderung nach einer Benennung des namenlosen Bahnhofsvorplatzes nach Eugeniu Botnari. In einem offenen Brief stellten 170 Anwohner und nachbarschaftliche Initiativen 2020 die Forderung auf, die daraufhin in der Lokalpolitik aufgegriffen wurde. Mehrere Parteien haben zur Lichtenberger Bezirksverordnetenwahl 2021 die Umbenennung des Bahnhofsvorplatzes in ihrem Programmen in Aussicht gestellt.
Um das Geschehen vor dem Vergessen zu bewahren, beschloss das Bezirksamt Lichtenberg im April 2023, den bisher namenlosen Bahnhofsvorplatz nach Botnari als Eugeniu-Botnari-Platz zu benennen. Laut Gesetz können Personennamen vergeben werden, wenn der Betreffende länger als fünf Jahre tot ist. Diese von den Grünen initiierte und von Linken und SPD unterstützte Entscheidung wurde von CDU, AfD und FDP abgelehnt und unter anderem mit dem Argument kritisiert, Botnari sei willkürlich getötet worden und kein Opfer rechter Gewalt. Sowohl in der Süddeutschen Zeitung als auch auf Übermedien wird diese Argumentation sowie die Berichterstattung von B.Z. und Bild stark kritisiert.
Am 18. Juli 2023 wurde in einem ersten Schritt zur Umgestaltung des Bahnhofsvorplatzes ein antirassistisches Wandgemälde enthüllt.
Am 19. Mai 2025 wurde der Vorplatz des Bahnhof Lichtenberg offiziell nach Eugeniu Botnari benannt und eine Gedenktafel enthüllt, die an die Tat und die Opfer alltäglicher rechter Gewalt erinnert.